# Zorelle
Zorelle (llamada oficialmente Santiago de Zorelle) es una parroquia y una aldea del municipio español de Maceda, en la provincia de Orense, Galicia.

## Organización territorial
La parroquia está formada por siete entidades de población:
- Alto do Couso
- As Lamas
- Bustavalle
- Calvelo
- Casasoá
- Vilarellos
- Zorelle

## Demografía

### Parroquia
| Gráfica de evolución demográfica de Zorelle (parroquia) entre 2000 y 2022 |
|                                                                           |
| Datos según el nomenclátor publicado por el INE.                          |

### Aldea
| Gráfica de evolución demográfica de Zorelle (aldea) entre 2000 y 2022 |
|                                                                       |
| Datos según el nomenclátor publicado por el INE.                      |